# Палеолибертаријанизам
Палеолибертаријанизам је врста либертаријанизма коју су развили анархо-капиталистички теоретичари Мари Ротбард и Левелин Роквел који комбинује конзервативне културне вредности и социјалну филозофију са либертерским противљењем владиној интервенцији.

## Начела
Према Роквелу, палеолибертаријански покрет се враћа на оне мислиоце као што су „Лудвиг фон Мисес, Алберт Џеј Нок, Гарет Гарет и читава међуратна десница која се супротставила Њу Дилу и фаворизовало Стару Републику”  разликују се од „неолибертаријанаца” и „Белтвеј Либертаријанизма, Левог-Либертаријанизма, и Животног Либертаријанизма”. (Белтвеј либертаријанизам је пежоративни израз који се користи од тврдокорних либертаријанаца да би описали либертаријанце који из Белтвеја, тј. Вашингтона). Према Роквелу, палеолибертаријанизам се „помирио са религијом као темељом слободе, имовине и природног поретка”.
Палеолибертаријанизам се развио у супротности са социјалним прогресивизмом мејнстрим либертаријанизма. У свом есеју „Случај за палео-либертаријанизам”, Роквел је оптужио мејнстрим либертаријанце за „мржњу према западној култури”. Тврдио је да „порнографска фотографија, слобода мисли, хаотично сликарство, атонална музика, деконструкционистичка литература, архитектура Баухауса и модернистички филмови немају ништа заједничко са либертаријанском политичком агендом - без обзира колико индивидуални либертаријанци могу уживати у њима”. О палеолибертаријанцима, он је написао „ми се покоравамо, и морамо се покоравати, традицији манира и укуса”. Након што је објаснио зашто би културни конзервативци могли направити бољи аргумент за слободу средњих класа, предвидео је Роквел „у новом покрету, либертаријанци које одликује садашња корупција ће потонути на свој природни ниво, као и Либертаријанска странка, која је била њихова дијаболичка проповедница”.

## Рана историја
У есеју „Популизам десног крила: стратегија за покрет Палео”, Ротбард се осврнуо на способност палеолибертаријанаца да се укључе у „досезање до сељачина” заснованог на друштвеном конзервативизму и радикалном либертаријанизму. Као модел за нови покрет навео је бившег члана Ку клукс клана Дејвида Дјука и бившег америчког сенатора Џозефа Макартија.
Деведесетих година прошлог века, „фалсификован је палеоконзервативно-палеолибертаријански савез”, усредсређен на Клуб Џона Рандолфа који је основао традиционални католик Томас Флеминг. Роквел и Ротбард подржали су палеоконзервативног републиканског кандидата Патрика Бјукенена на председничким изборима у САД-у 1992. године и описали Бјукенена као политичког вођу палео покрета. Године 1992, Ротбард је изјавио да ће „са Пат Бјукененом као нашим вођом, зауставити сат социјалдемократије”.
Три године касније, рекао је да је Бјукенен развио превише вере у економско планирање и централизовану државну власт, што је на крају навело палеолибертаријанце да повуку своју подршку за Бјукенена. Поред Бјукененовог „економског национализма”, Пол Готфрид се касније жалио на недостатак финансијских средстава, сукобе, медијске непријатељство или замрачење, и проглашавање за „расисте” и „антисемите”.
Ротбард је умро 1995. године, док је 2007. године Роквел изјавио да се више не сматра „палеолибертаријанцем” и да је „задовољан изразом либертаријанац”.

## Контроверза
Политиколог и лезбејски феминистички активиста Џин Хардисти описује палеолибертаријанизам као „експлицитан расизам, антисемитизам и сексизам”. Она скреће пажњу на Ротбардову похвалу о књизи The Bell Curve, контроверзном раду који приказује интелигенцију црнаца као статистички инфериорне у односу на друге расе, као и објављивање чланка Rothbard-Rockwell Report, који је написао Сем Френсис, у ком се закључује да „само једна од две најбројније расе у САД поседује способност да створи и одржи” одговарајуће нивое цивилизације.

## Оживљавање

### Сједињене Америчке Државе
Године 2012, бивши писац National Review „Националне критике” Џон Дербишир је тврдио да је „од када се Лев Роквел придружио Ла Рази” (позивајући се на чланак LewRockwell.com с меким заступањем на отвореним границама) Ханс-Херманн Хоп био посљедњи прави палеолибертаријански заговорник. Па ипак, палеолибертаријанизам је једва нестао из Америке, док су Карен Де Костер и Џастин Раимондо и даље користили тај израз да би се описали и током и након председничких кампања Рона Паула.
У потезу сличном његовој и Ротбардовој подршци за Пат Буханана, Лев Роквел је био саосећајан према председничкој кампањи познатог богатог Доналда Трампа, посебно због његовог става о мексичкој имиграцији, заједно с Џастином Раимондом, који је гласао за Трампа због његове спољне политике. Анархо-капиталистички економиста аустријске школе Валтер Блок, у предизборној дебати 2016. године са уредником „Reason.com” Ником Гилеспијем, саветовао је либертаријанцима који живе у бојишту да подрже Трампа, а не да гласају за кандидата за Либертаријанску странку Гари Џонсон, наводећи критичне разлике у сполјној политици између Републиканских и демократских предводника.
Џеф Дист, председник Института Лудвиг вон Мисес, десничарско-слободарски тхинк танк за промицање Ротхбардовог анархо-капитализма и аустријске школе економије, рекао је за Алт-десницу да је њихов спис „занимљив ... и помало освежавајући” . У 2017. године Дист је закључио говор на Мисесовом институту под називом „За новог либертаријанца” с ријечима: „Другим ријечима, крв и тло и Бог и нација су и даље важни људима. Либертаријанци то игноришу на ризик од неважности.” То је довело до критика Стива Хорвица из „Блеединг Харт Либертаријанца”. Хорвиц је тврдио да се либертеризам не бави породицом, религијом, културом и цивилним друштвом, већ „либералном толеранцијом, универзализмом и космополитизмом, стављајући слободу и хармонију свих људи испред наводних интереса било које парохијалне подгрупе, а посебно оне дефинисане вештачким границама националних држава и њихових подгрупа”.
Популарни политички и културни блог Десна ствар такође показује карактеристике палеолибертаријанизма. Једна поста је критиковала маинстреам дес у следећим терминима: „Иако су изгубили или теме као што су раса, нативизам и рат културе, они имају опсесију неолибералном економијом и неоконском геополитиком.” Роквел, ипак је критиковао његов „одмак од запаљивих билтена”.

### Канада
Контроверзни блогер волонтер и подкастер Стефан Молинеук око 2014. године почео је да буде више конзервативан у односу на културу него што је био раније. Он је објавио подкасте своје емисије Фридомаин Радио која се бави темама као што су западна култура, имиграција и групне разлике у когнитивним способностима. Он је, попут Роквела, подржао Доналда Трампа за председника Сједињених Америчких Држава. Члан Удружења за имовину и слободу Кристиан Робитејл се заложио за савез либертаријанаца и традиционалиста у Квебеку.

### Велика Британија
Од краја 2013. године, у организацији Хајгт Тори, традиционална Британска група је била под утицајем палеолибертаријанских идеја. У марту 2014, одржан је семинар који је укључивао стазу коју је водио др Ендру Линли, „Политика: разарач природног поретка”. Потпредседник традиционалне Британске групе, професор Џон Керси, описује себе као „радикалног традиционалисту и палеолибертаријанца”. У октобру 2014. године, бивши посланик УКИП-а и предсједник Мисес УК-а Годфри Блум одржао је говор на годишњој конференцији традиционалне Британије под називом „Зашто традиционализам и либертаријанизам нису некомпатибилни”. Бивши директор Либертаријанског савеза, Сен Габ, је близак пријатељ Ханс-Хермана Хопа, који сваке године присуствује конференцијама о имовини и слободи у Бодруму. Габ је конзервативан у неким аспектима и критичар масовне имиграције. Габ се обратио конференцијама традиционалне британске групе у напорима на класичној либералној комуникацији с традиционалистима. Габов наследник, Кир Мартланд, позитивно је писао о изгледима за нови „палео-савез”, тврдећи да „конзервативно друштво не може постојати под репресивном државом баш као што либертаријанско друштво не може постојати у културном и моралном вакууму”. У есеју „На лево и десно, либертаријанизам и Доналд”, Мартланд, као и Јеф Дист, саосећајан је са национализмом Доналда Трампа: „У поређењу са владавином социјалистичке мафије или владавином непријатељске олигархије глобалиста, ни да се брине о нацији, али само о пљачки, национализам се уистину прилично добро удаљава.”